# Needy Streamer Overload
Needy Streamer Overload là một tựa visual novel phiêu lưu mang phong cách denpa ra mắt năm 2022, tựa game được tạo bởi nhà phát triển Nhật Bản Xemono và xuất bản bởi WSS Playground dành cho Microsoft Windows. Người chơi trong vai trò là quản lý của một nữ streamer, đưa ra các quyết định cho cô ấy để cô có thể đạt được mục tiêu của mình là có 1 triệu người theo dõi trong vòng 1 tháng. Vào ngày 4 tháng 4, 2022, WSS Playground công bố rằng doanh số bán hàng trên toàn thế giới của tựa game đã vượt mức 350.000 bản. Ban đầu trò chơi có tên là Needy Girl Overdose nhưng sau đó đã thay đổi khi phát hành bên thị trường phương Tây trong khi vẫn giữ nguyên tên tại Nhật Bản.

## Lối chơi

Ảnh chụp màn hình giao diện của trò chơi. Hình ảnh của Ame bên góc trên bên trái, bảng các chỉ số của cô hiển thị trong trình quản lý tác vụ ở góc trên bên phải, ứng dụng JINE để người chơi trò chuyện với Ame nằm ở bên phải. Trên màn hình có các biểu tượng tương ứng với các hoạt động hằng ngày của Ame.

Người chơi tương tác với Ame thông qua giao diện của Window 95 mang màu sắc chủ đề là màu phấn tiên, lựa chọn các công việc hằng ngày của cô qua các biểu tượng trên màn hình, theo dõi số liệu thống kê qua trình quản lý tác vụ và trò chuyện với cô thông qua JINE, một dịch vụ nhắn tin trực tuyến. Có 3 khung thời gian mỗi ngày bao gồm buổi trưa, chiều tà và buổi tối, các hành động khác nhau có thể chiếm một, hai hoặc cả ba khung thời gian trên;  Ame chỉ có thể phát trực tiếp vào buổi chiều tối vì đó là thời điểm mà người xem hoạt động tích cực nhất trong ngày. Trong các buổi phát trực tiếp của Ame, đóng vai trò là người kiểm duyệt nội dung, người chơi sẽ chịu trách nhiệm xóa hoặc ủng hộ các nhận xét của người xem trong khung trò chuyện trực tiếp của buổi phát trực tuyến. Sau khi kết thúc buổi phát trực tuyến hoặc các hoạt động, người chơi có thể nhìn thoáng qua suy nghĩ và tâm trạng của Ame thông qua các bài đăng của cô trên Tweeter.
Cùng với số lượng người theo dõi, có ba chỉ số của Ame mà người chơi cần theo dõi: chỉ số căng thẳng (Stress), chỉ số tình cảm (Affection) (đối với người chơi) và chỉ số Mental darkness; bất kỳ chỉ số nào trở nên quá cao hoặc quá thấp cũng sẽ gây các ảnh hưởng tiêu cực đối với Ame. Các hoạt động người chơi có thể chọn cho Ame liên quan đến việc tìm kiếm ý tưởng phát trực tuyến mới, dành thời gian bên nhau, ngủ chung, lạm dụng thuốc được kê theo đơn hoặc các chất hướng thần; chỉ số của Ame sẽ tăng hoặc giảm tương ứng tùy vào các hoạt động khác nhau.
Có tổng cộng 22 kết thúc khác nhau trong trò chơi có thể đạt được thông qua những lựa chọn của người chơi.

## Bối cảnh
Ame (あめちゃん Ame-chan) là một cô gái trẻ bị rối loạn tâm lý thiếu thốn nhân cách, cô đã bỏ học và tự giam mình tại nhà, cô sống cùng với nhân vật chính do người chơi hóa thân thành. Để có thể trả tiền thuê nhà và đáp ứng nhu cầu về mặt xã hội của mình, Ame đã quyết định bắt đầu phát trực tiếp trên internet, nơi cô hóa thân thành "OMGkawaiiAngel" (超絶最かわてんしちゃん Chōzetsusai kawa tenshi-chan, lit. "thiên thần dễ thương siêu việt") hay viết tắt là "KAngel" (超てんちゃん Chōten-chan), một nhân vật do cô tạo ra với ngoại hình khác biệt bằng cách đội tóc giả và trang điểm, cô sẽ tương tác với những người xem stream qua hình tượng này. Nhân vật chính được cô gọi một cách trìu mến là P-chan (ピ pi), P-chan được giao nhiệm vụ quản lý cuộc sống hàng ngày của cô trong khi cô làm tăng số lượng người theo dõi cho mình.

## Phát triển
Tựa game bắt đầu được phát triển từ tháng 6, 2020 dưới tên ban đầu là Needy Girl Overdose. Tên của trò chơi cho các bản phát hành bằng tiếng Anh và tiếng Trung sau đó được đổi thành Needy Streamer Overload và "主播女孩重度依赖" (bính âm: zhǔbō nǚhái zhòngdù yīlài; nghĩa đen 'Nữ streamer quá dựa dẫm'), lý do thay đổi tên không được tiết lộ. Ban đầu trò chơi được dự định phát hành vào mùa xuân 2021; ngày phát hành sau đó được công bố là 5 tháng 6, 2021, tuy nhiên nó đã bị các nhà phát triển trì hoãn với lý do là cần phải bổ sung thêm các cải thiện chất lượng. Giải thích cho việc phát hành trễ bảy tháng trên là để triển khai thêm các kịch bản sự kiện trò chơi và bổ sung số lượng hoạt ảnh lên ba đến bốn lần. Lời thoại của trò chơi gồm hơn 140.000 từ trong nguyên bản tiếng Nhật.
Nyalra (にゃるら), người đã viết nhiều tài liệu tập trung vào bệnh tâm thần đảm nhiệm cho việc lên kế hoạch và viết kịch bản, khâu thiết kế nhân vật do họa sĩ minh họa Ohisashiburi (お久しぶり) đảm nhiệm. Nét vẽ trong game chịu ảnh hưởng từ nghệ thuật thị giác của vaporwave, nghệ thuật pixel phục cổ thời PC-98 cùng Bishōjo game từ những năm 1990. Trong kế hoạch vào giai đoạn đầu của quá trình phát triển trò chơi có đến bốn nhân vật nữ với các đặc điểm tính cách độc đáo khác nhau, tuy nhiên cuối cùng người ta quyết định rằng trò chơi sẽ chỉ có một nữ nhân vật duy nhất, tính cách của cô là kết quả của việc kết hợp nhiều đặc điểm tính cách khác nhau lại thành một.

## Truyền thông
Bài hát chủ đề của trò chơi là "Internet Overdose" được thực hiện bởi nhà sản xuất Aiobahn và ca sĩ Kotoko, bài hát được sáng tác và sản xuất theo phong cách denpa. Bài hát có sẵn dưới dạng một bản nhạc có thể chơi được trong trò chơi nhịp điệu âm nhạc Muse Dash như một phần của bản cập nhật cộng tác giữa hai trò chơi. Bài hát cũng đã lọt vào bảng xếp hạng "Japan Viral 50" của Spotify.
Vào ngày 4 tháng 4, 2022, nhà phát hành WSS Playground đã thông báo rằng ngoài việc được bán thông qua các dịch vụ phân phối nhạc trực tuyến, nhạc nền của trò chơi cũng sẽ được phát hành trên định dạng đĩa than 12-inch và sẽ phát hành vào 29 tháng 6, 2022.

## Đón nhận

### Doanh số bán hàng
Needy Streamer Overload đã bán được hơn 100.000 bản trong tuần đầu tiên phát hành. Tính đến  tháng 4 năm 2022, tựa game đã bán được hơn 350.000 bản trên Steam, với lượt đánh giá "cực kì tích cực" dựa trên đánh giá của hơn 5.800 người dùng. Phiên bản Nintendo Switch bán được 11,693 trong tuần đầu ra mắt tại Nhật Bản, khiến nó trở thành trò chơi bán lẻ bán chạy thứ mười trong tuần tại quốc gia này.

### Phê bình

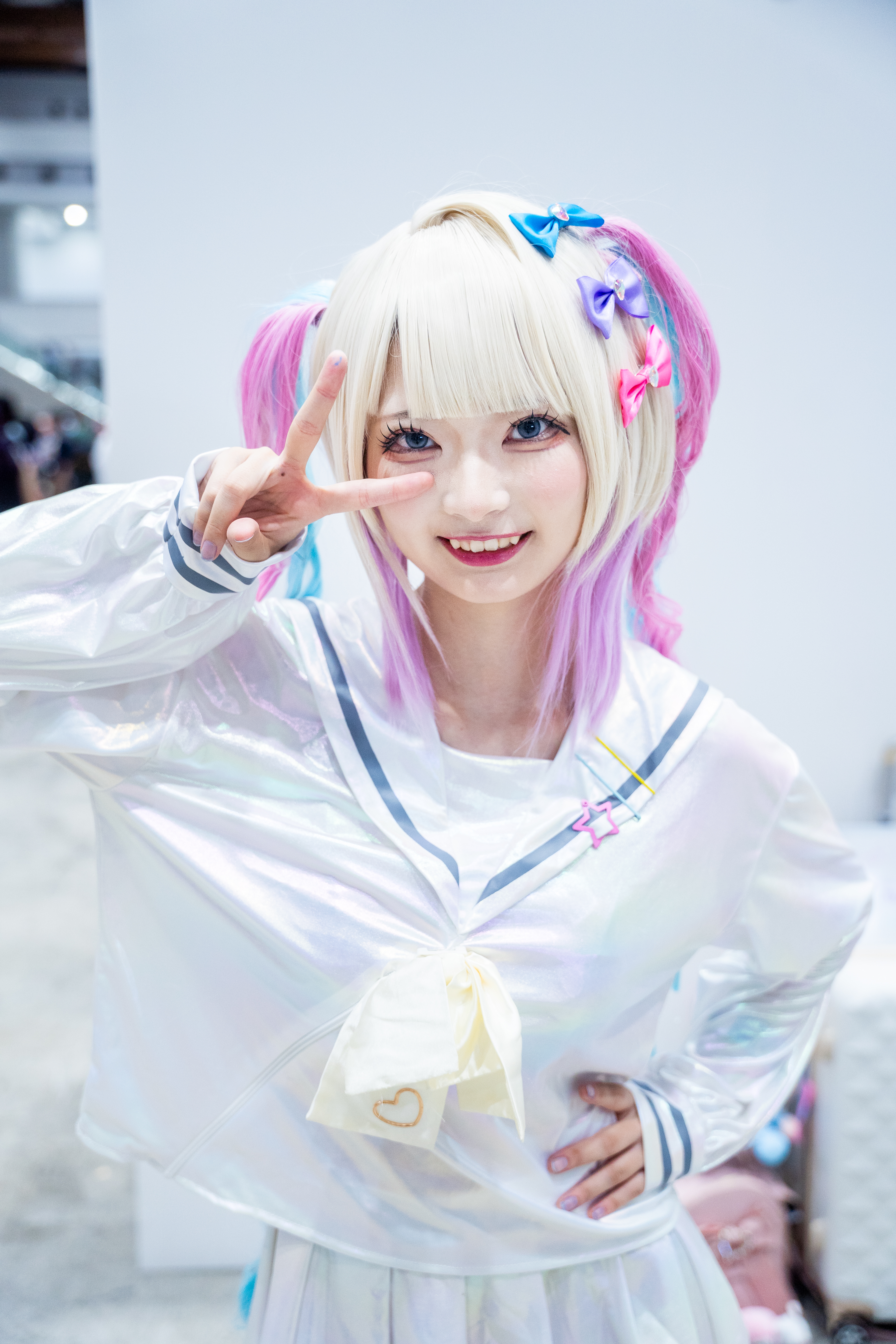
Cosplay KAngel tại Comic Market 102

Trang web IGN Japan ghi nhận trò chơi xứng đáng là một tác phẩm châm biếm nhằm mục đích phê bình văn hóa phát trực tiếp ở thời hiện đại và các mối quan hệ không lành mạnh, đồng thời ca ngợi nghệ thuật và cách thể hiện của trò chơi, tuy nhiên, chỉ trích các lựa chọn được đưa ra trong game vẫn còn hạn chế và các mánh khóe quảng cáo để thể hiện tính cách của nhân vật người chơi theo những cách khác nhau, chỉ ra rằng người chơi không có cơ hội nhận thức đúng về bất kỳ hậu quả nào từ những tương tác của họ với Ame. Ngoài ra, nhân vật Ame bị chỉ trích được xây dựng dựa trên "các cuồng vọng của nam giới" về hình tượng của các cô gái trong mắt họ, hơn là cách cư xử thực tế của phụ nữ.
Trang web Dengeki Online đưa ra ý kiến rằng bất chấp việc sử dụng không cần thiết nội dung về rối loạn tâm lý, Needy Streamer Overload là một tác phẩm chất lượng đầy tính biểu cảm chỉ có thể được truyền tải thông qua trò chơi như một phương tiện giải trí, đồng thời chỉ ra rằng những người chơi không quen với văn hóa internet có thể không nhận thức đầy đủ giá trị của những gì trò chơi đang cố gắng khắc họa.
Đánh giá từ ITmedia đề cập rằng mặc dù vài chỗ vẫn còn thô và các lỗi xuất hiện làm giảm tính trải nghiệm của người chơi, trò chơi vẫn thể hiện được rõ nét một tựa game indie nội địa Nhật Bản, châm biếm những người có khả năng nghiện Internet đồng thời thừa nhận cách nó tác động đến mọi người và hình thành nên một phần bản sắc cá nhân của họ.
Một đánh giá khác được xuất bản bởi United Daily News ở Đài Loan so sánh quá trình trải nghiệm Needy Streamer Overload với trò chơi Undertale, liên quan đến cách người chơi ngày càng hiểu nhiều hơn về Ame thông qua mỗi lần chơi kế tiếp để mở khóa hết tất cả kết thúc. Mặc dù thừa nhận chủ đề của trò chơi có thể hơi quá nặng đối với một số người, nhưng họ khẳng định nó là một "kiệt tác" cho những người chơi thích khám phá các vấn đề về menhera và những người hâm mộ văn hóa denpa, đồng thời ca ngợi phiên bản bản địa hóa tiếng Trung chính thức, đặc biệt là việc sử dụng các meme trên internet của Trung Quốc, khẳng định chúng thể hiện chính xác tâm trạng đúng theo kịch bản gốc tiếng Nhật trong khi vẫn mang lại cảm giác quen thuộc cho người chơi bản địa.
Trang web Everyeye.it thì tương đối phê bình trò chơi, khẳng định đây là một tựa game đáng quan ngại và liên quan đến vấn đề về đạo đức, bởi việc trò chơi mơ hồ che giấu sự căm thù rõ ràng của người chơi đối với Ame, qua việc cho phép người chơi hành hạ cô và cái cách mà trò chơi thưởng cho những người chơi khi mà họ lựa chọn bỏ qua những hậu quả về mặt sức khỏe tinh thần của Ame khi cho phép cô sử dụng thuốc quá liều, cắt cổ tay của cô để qua màn và nhằm mở khóa các kịch bản mới. Bài đánh giá cũng chỉ trích trò chơi lợi dụng giá trị sốc một cách thiếu khéo léo, kết quả đã làm trò chơi vượt ra ngoài ý định châm biếm ban đầu mà trò chơi muốn truyền tải.
Tạo chí trò chơi Hàn Quốc Inven ca ngợi nhạc nền chiptune và bầu không khí tổng thể của trò chơi, tuy nhiên họ chỉ trích độ dài ngắn của trò chơi và tính chất lặp đi lặp lại của việc thực hiện nhiều màn chơi để mở khóa kết thúc các kết thúc khác nhau, họ cho rằng trò chơi không giống như các trò chơi "mô phỏng nâng cao" khác như Princess Maker bởi việc người chơi cảm thấy xứng đáng khi tiếp tục chơi, Needy Girl Overdose có thể sẽ không cung cấp cho người chơi nhiều cảm giác về thành tựu, mặc dù đây là một trò chơi có tiền đề tương tự.

### Giải thưởng
Needy Streamer Overload dành chiến thắng giải "Most Stream-friendly Game" và "Best New Characters" tại Indie Live Expo Awards 2022 tại Nhật Bản. Trò chơi cũng là một trong hai tựa game á quân được đề cập danh dự cho Game Designers Award tại Japan Game Awards 2022.